# Otto Meyer (Politiker, 1926)
Otto Meyer (* 23. Juni 1926 in Burgau; † 25. Juni 2014 ebenda) war ein deutscher Pädagoge und Politiker (CSU).

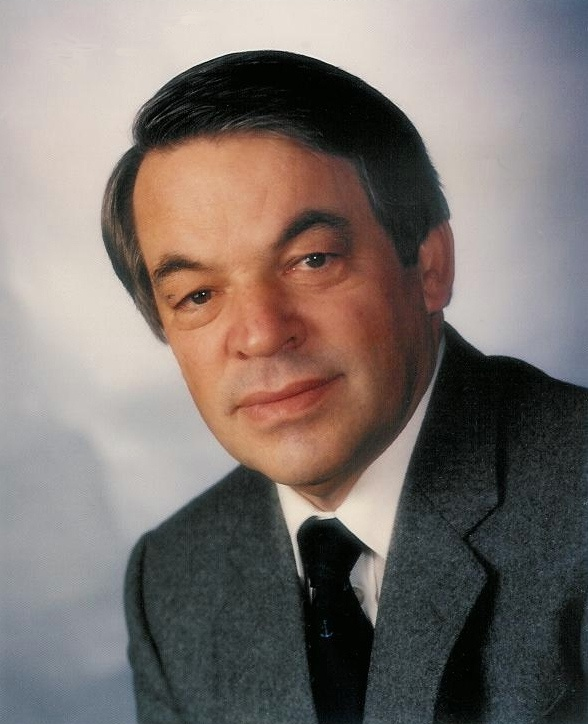
Otto Meyer

## Leben und Beruf
Otto Meyer besuchte das Humanistische Gymnasium in Günzburg (Abitur). Er leistete Wehrdienst als Luftwaffenhelfer, beim Reichsarbeitsdienst und bei der Luftwaffe. Nach dem Krieg stellte er sich als Aushilfslehrer zur Verfügung und unterrichtete gleichzeitig an zwei ungeteilten Landschulen mit je 50 Kindern. Anschließend erfolgte die Ausbildung zum Lehrer (Staatsexamen) und der Einsatz an verschiedenen Schulen. Er wurde zum Konrektor, Rektor und Schulamtsdirektor ernannt. 1953/54 informierte er sich bei einem Studienaufenthalt in den Vereinigten Staaten über das amerikanische Bildungswesen.
Otto Meyer war Mitbegründer der Arbeitsgemeinschaft Bayerischer Junglehrer und wirkte in mehreren Positionen des Bayerischen Lehrerinnen- und Lehrervereins. Er betätigte sich aktiv im TSV Burgau, unter anderem zehn Jahre als Leiter der Abteilung Tennis. 20 Jahre kümmerte er sich als Vorsitzender des Kuratoriums um den Aufbau der Universität Augsburg. Im Kreis Dillingen war er Mitbegründer der Europa-Union und des Lions-Clubs.
Er war seit 1954 mit Erika Meyer, geborene Kropmeier, verheiratet und hat zwei Söhne (Andreas und Thomas).

## Partei
Otto Meyer war von 1960 bis 1966 Wahlkreisgeschäftsführer der CSU in den Kreisen Günzburg, Dillingen, Neu-Ulm, Illertissen, Krumbach. Er gründete mehr als 120 CSU-Ortsverbände mit 2200 neuen Mitgliedern, war Vorsitzender des CSU-Ortsverbandes Burgau, Kreisvorsitzender der CSU in Dillingen, Begründer und Landesvorsitzender des kulturpolitischen Arbeitskreises der CSU.

## Abgeordneter
Otto Meyer war von 1966 bis 1990 Mitglied des Bayerischen Landtages und dort von 1970 bis 1988 stellvertretender Vorsitzender des Ausschusses für Kulturpolitische Fragen und Vorsitzender des kulturpolitischen Arbeitskreises seiner Fraktion. Im Rundfunkrat des Bayerischen Rundfunks wirkte er von 1972 bis 1988. Meyer nahm großen Einfluss auf die Gestaltung des bayerischen Bildungswesens. Er legte Entwürfe für ein Kindergartengesetz und ein neues Lehrerbildungsgesetz vor. Weiterhin trug er Sorge für die Verabschiedung zahlreicher Gesetze, wie das Gesetz für das berufliche Schulwesen, das Erwachsenenbildungsgesetz, das Hochschulgesetz, das Fachhochschulgesetz, das Denkmalschutzgesetz, das Privatschulleistungsgesetz, das Gesetz für Erziehung und Unterricht sowie das Museumsentwicklungsprogramm, den Bayerischen Musikplan, die Förderung von Sport, Brauchtum und nichtstaatlichen Theatern. In zahlreichen Reden, Artikeln und Aufsätzen interpretierte Meyer die Bildungspolitik seiner Partei. Dabei nahm immer die individuelle Förderung des Kindes und der Jugendlichen eine zentrale Stellung ein. In dem von ihm entworfenen bildungspolitischen Positionspapier Erfolg in der Schule, Freude an der Schule forderte er in 170 Vorschlägen Rücksicht auf die Eigenart und das Leistungsvermögen der Schüler, „Jedes Kind soll in der Schule seinen Erfolg haben“, sowie ausreichende Unterrichtszeit für das Musische (Singen, Musizieren, Spiel, Sport).

## Öffentliche Ämter
Meyer amtierte vom 14. Juni 1988 bis zum 30. Oktober 1990 als Staatssekretär im Staatsministerium für Unterricht und Kultus in den von den Ministerpräsidenten Franz Josef Strauß und Max Streibl geführten Regierungen des Freistaates Bayern.

## Ehrungen und Auszeichnungen
Otto Meyer erhielt für sein politisches Wirken zahlreiche Auszeichnungen und Anerkennungen:
Verdienstorden der Bundesrepublik Deutschland (Großes Bundesverdienstkreuz), Verfassungsmedaille in Gold des Freistaates Bayern, Bayerischer Verdienstorden, Ehrenring in Gold des Landkreises Dillingen an der Donau, Goldene Verdienstmedaille der Großen Kreisstadt Dillingen, Silberne Bürgermedaille der Stadt Burgau, Medaille für besondere Verdienste um den Denkmalschutz, „pro meritis“ Medaille für Verdienste und Kultur und Bildung in Bayern, Verdienstmedaille der Universität Augsburg, Lorenz-Wertmann-Medaille des deutschen Caritasverbandes, Komturkreuz vom Orden St. Gregorius, Verdienstmedaille in Gold des Bayerischen Landessportverbandes, Otto-Jochum-Medaille des schwäbisch-bayerischen Sängerbundes, Fördermedaille des Allgäu-Schwäbischen Musikbundes. Meyer war außerdem Ehrensenator der Universität Augsburg, Ehrenvorsitzender des Kulturpolitischen Arbeitskreises der CSU, Ehrenvorsitzender des CSU-Kreisverbandes Dillingen, Ehrenvorsitzender der Europa-Union Dillingen und Ehrenvorsitzender der Senioren-Union im Kreis Günzburg.